# 캄포마르치오

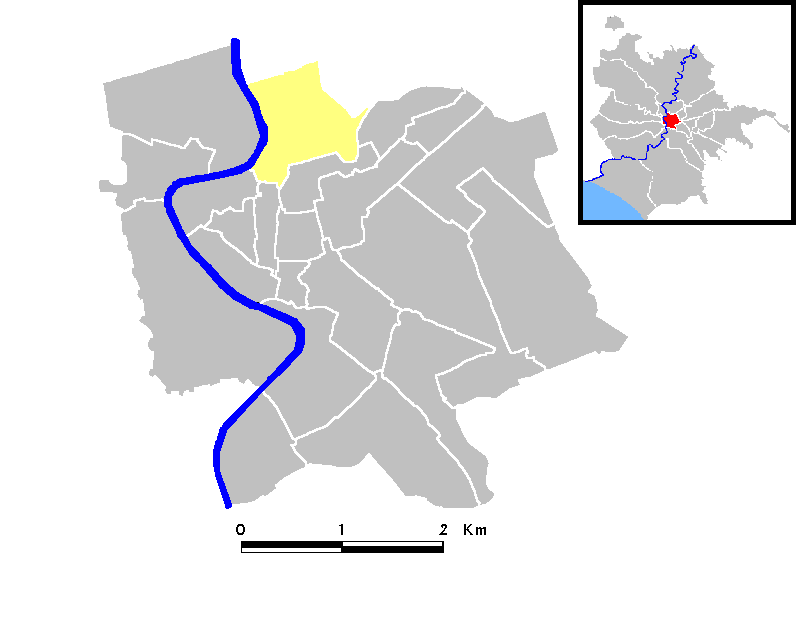
캄포마르치오의 위치

캄포마르치오(이탈리아어: Campo Marzio)는 이탈리아 로마의 리오네다. R. IV라고 표기되며, 로마 1구에 속한다. 캄푸스 마르티우스의 작은 부분을 차지한다.